# Coralliophila parva
Coralliophila parva är en snäckart som först beskrevs av E. A. Smith 1877.  Coralliophila parva ingår i släktet Coralliophila och familjen Coralliophilidae. Inga underarter finns listade i Catalogue of Life.